# Tritophia tiefi
Tritophia tiefi är en fjärilsart som beskrevs av Max Bartel 1903. Tritophia tiefi ingår i släktet Tritophia och familjen tandspinnare. Inga underarter finns listade i Catalogue of Life.